# Mercedes-Benz M156 (двигатель)

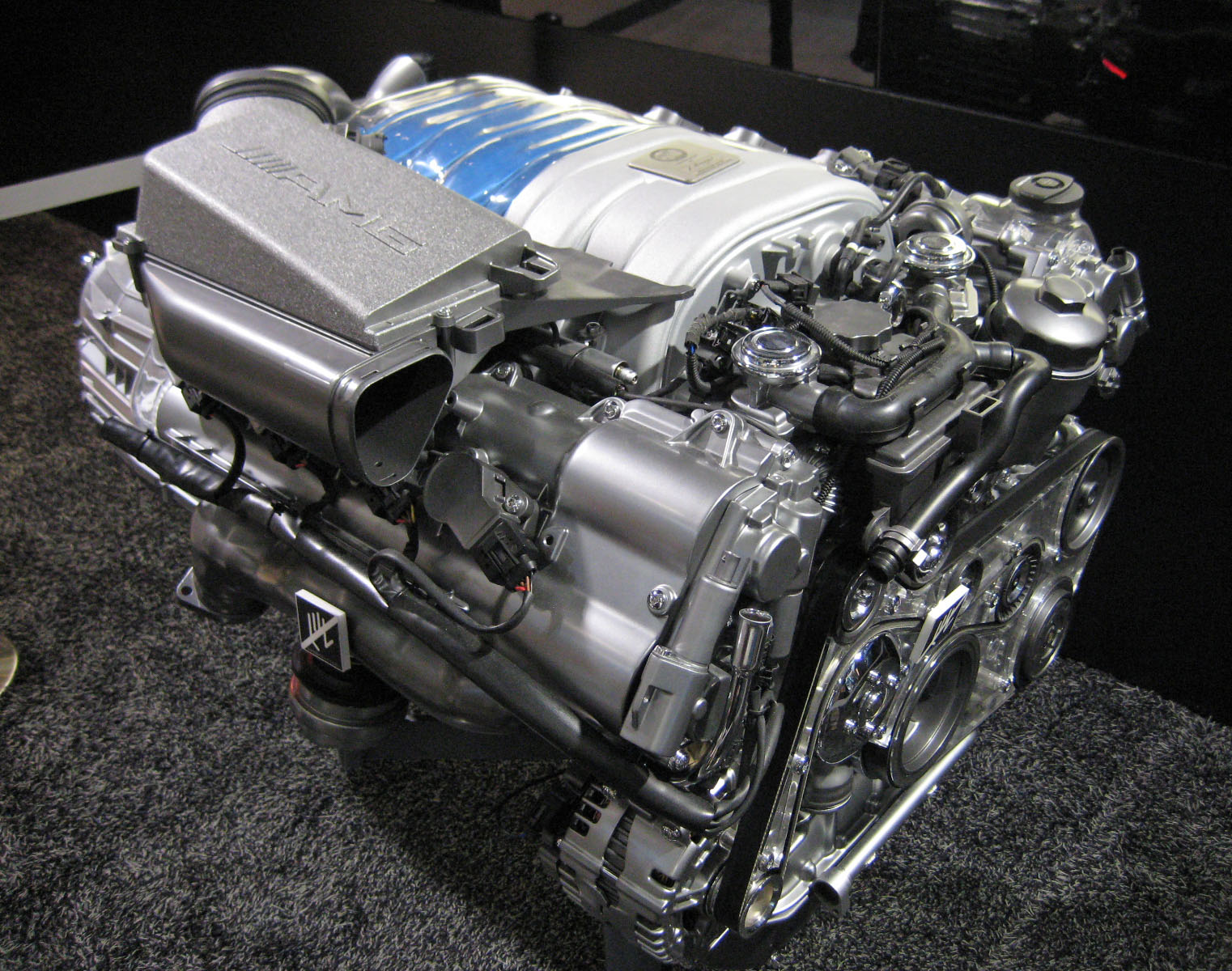
Двигатель Mercedes-Benz M156

Mercedes-Benz M156 — первый самостоятельный (не модифицированный на основе существующего) атмосферный бензиновый V8 двигатель, полностью разработанный подразделением Mercedes-AMG в 2006 году. Модельный индекс — 6.3 (в честь первого 8-цилиндрового двигателя M100 с рабочим объёмом в 6.3 литра). Применялся на автомобилях E-, ML-, R-, C-, CL-, CLK-, CLS-, S- и SL-классов.
Специально для автомобиля Mercedes-Benz SLS AMG двигатель получил множественные доработки, в результате чего выдавал мощность в 420 кВт (571 л.с.). Обновлённый вариант получил собственный код M159.
В 2010 году был заменён на новый двигатель M157.

## История
Двигатель Mercedes-Benz M156 был разработан подразделением Mercedes-AMG в 2006 году. Через год последовало обновление, повысившее его производительность. Обновлённый вариант устанавливался на автомобили S63, E63, SL63, CLS63 и CL63. В 2008 году компания Mercedes-Benz представила Mercedes-AMG C63 с двигателем M156.
В 2009 году для спорткара Mercedes-Benz SLS AMG была пересмотрена конструкция M156 и в результате многочисленных улучшений был выпущен вариант M159.
В 2010 году Mercedes-Benz M156 был заменён на новый V8 турбированный силовой агрегат M157.

## Описание
Рабочий объём двигателя M156, который не имеет ничего общего с иными силовыми агрегатами Mercedes-Benz вроде M155, составляет 6208 куб.см. Он имеет уникальные расстояние между осями цилиндров, схему их блока, а также другие особенности, присущие продуктам Mercedes-AMG.
Диаметр цилиндров составляет 102,2 мм, рабочий ход поршня — 94,6 мм. Мощность двигателя составляет 375 кВт (503 л.с.) при 6800 оборотах в минуту. Крутящий момент составляет 630 Н·м при 5200 об/мин.
В 2007 году двигатель был доработан и его мощность составила 386 кВт (518 л.с.) при крутящем моменте в 630 Н·м.

### Технические характеристики
| Автомобиль                                | Код двигателя | Диаметр цилиндров × рабочий ход поршня мм | Рабочий объём см3 | Степень сжатия | Мощность                           | Крутящий момент, Н·м |
| ----------------------------------------- | ------------- | ----------------------------------------- | ----------------- | -------------- | ---------------------------------- | -------------------- |
| C63 AMG                                   | 156.985       | 102,2 × 94,6                              | 6208              | 11,3 : 1       | 336 кВт (457 л.с.) при 6800 об/мин | 600 при 5000 об/мин  |
| C63 AMG с пакетом AMG Performance Package | 156.985       | 102,2 × 94,6                              | 6208              | 11,3 : 1       | 358 кВт (487 л.с.) при 6800 об/мин | 600 при 5000 об/мин  |
| CLK63 AMG (C/A 209)                       | 156.982       | 102,2 × 94,6                              | 6208              | 11,3 : 1       | 354 кВт (481 л.с.) при 6800 об/мин | 630 при 5000 об/мин  |
| CLK63 AMG Black Series (C209)             | 156.982       | 102,2 × 94,6                              | 6208              | 11,3 : 1       | 373 кВт (507 л.с.) при 7200 об/мин | 630 при 5250 об/мин  |
| C63 AMG Edition 507 (W/S/C 204)           |               | 102,2 × 94,6                              | 6208              | 11,3 : 1       | 373 кВт (507 л.с.) при 6800 об/мин | 610 при 5000 об/мин  |
| ML63 AMG (W 164)                          | 156.980       | 102,2 × 94,6                              | 6208              | 11,3 : 1       | 375 кВт (510 л.с.) при 6800 об/мин | 630 при 5200 об/мин  |
| R63 AMG (W/V 251)                         | 156.980       | 102,2 × 94,6                              | 6208              | 11,3 : 1       | 375 кВт (510 л.с.) при 6800 об/мин | 630 при 5200 об/мин  |
| CLS63 AMG (C219)                          | 156.983       | 102,2 × 94,6                              | 6208              | 11,3 : 1       | 378 кВт (514 л.с.) при 6800 об/мин | 630 при 5200 об/мин  |
| E63 AMG (W/S 211)                         | 156.983       | 102,2 × 94,6                              | 6208              | 11,3 : 1       | 378 кВт (514 л.с.) при 6800 об/мин | 630 при 5200 об/мин  |
| C63 AMG Black Series (C204)               |               | 102,2 × 94,6                              | 6208              | 11,3 : 1       | 380 кВт (517 л.с.) при 6800 об/мин | 620 при 5200 об/мин  |
| CL63 AMG (C216)                           | 156.984       | 102,2 × 94,6                              | 6208              | 11,3 : 1       | 386 кВт (525 л.с.) при 6800 об/мин | 630 при 5200 об/мин  |
| S63 AMG (W/V 221)                         | 156.984       | 102,2 × 94,6                              | 6208              | 11,3 : 1       | 386 кВт (525 л.с.) при 6800 об/мин | 630 при 5200 об/мин  |
| SL63 AMG (R230)                           | 156.984       | 102,2 × 94,6                              | 6208              | 11,3 : 1       | 386 кВт (525 л.с.) при 6800 об/мин | 630 при 5200 об/мин  |
| E63 AMG (W/S 212)                         | 156.984       | 102,2 × 94,6                              | 6208              | 11,3 : 1       | 386 кВт (525 л.с.) при 6800 об/мин | 630 при 5200 об/мин  |

## Судебный иск
В 2011 году коллективный иск был подан в окружной суд США в Нью-Джерси против Daimler AG, Mercedes-Benz и Mercedes-AMG за дефекты в двигателе M156, содержащихся в транспортных средствах, выпущенных с 2007 по 2011 модельные года. По утверждению истца, комбинация валов из литого чугуна с шаровидным графитом и толкателей клапанов из стали марки 9310 приводила к преждевременному износу силового агрегата. По утверждению ответчика, дефект был известен ещё с 2007 года, когда и был выпущен сервисный бюллетень, сообщающий о проблеме.
Судебный процесс длился около 14 месяцев. В ноябре 2012 года он остановился, когда районный суд Нью-Джерси отклонил жалобу истца. Последний получил возможность для дальнейшего внесения поправок в свою жалобу с целью перезапустить процесс, однако истец не сделал никаких дальнейших заявок. 7 января 2013 года суд подписал распоряжение о закрытии дела.